# Barrel racing

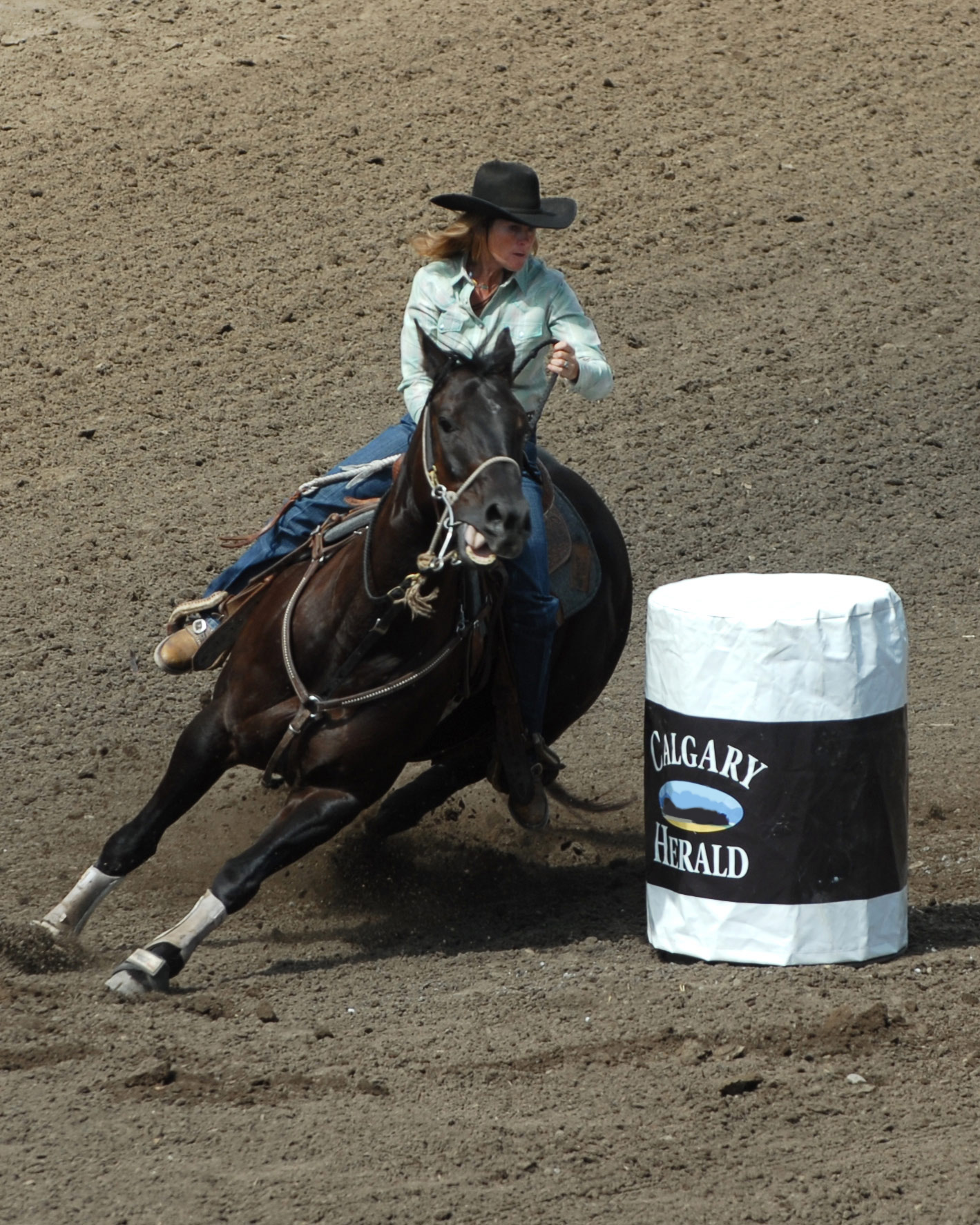
Barrel racing au Stampede de Calgary.

Le barrel racing (ou course de barils au Québec) est une discipline d'équitation western et de gymkhana, pendant laquelle le cavalier et sa monture sont jugés sur leur habileté à tourner le plus rapidement possible autour de tonneaux. Les trois barils sont disposés afin de créer un trèfle. Si l'équipe fait tomber un baril, elle est disqualifiée. L'équipe qui réalise le meilleur temps gagne.

## Le parcours

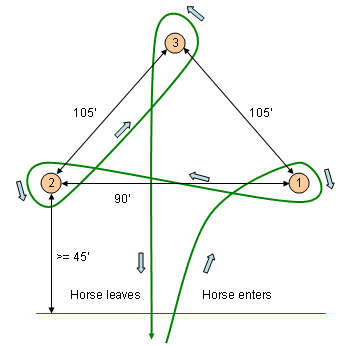
Détail du parcours lors de la course de barils

La course de barils s'effectue dans un manège qui mesure habituellement 200 pieds (61 mètres) de long par 100 pieds (30,5 mètres) de large. Trois barils, habituellement en métal ou en plastiques, sont installés en forme de trèfle. Le cavalier à le choix de commencer par le baril de gauche ou celui de droite. L'équipe qui effectue le meilleur temps l'emporte.

## Sportifs importants
- Martha Josey